# Krasnoselskoje (Kaliningrad)
Krasnoselskoje (russisch Красноселское, deutsch Girrehlischken A, litauisch Girėliškiai) ist ein verlassener Ort im Rajon Krasnosnamensk der russischen Oblast Kaliningrad.
Die Ortsstelle befindet sich eineinhalb Kilometer südöstlich von Uslowoje (Rautenberg).

## Geschichte
Girrehlischken, auf der Schrötterkarte von 1802 mit Gerrehlischken bezeichnet, auch Szausbessen genannt, war im 18. Jahrhundert ein Erbfreidorf, das zum Amt Lesgewangminnen gehörte. Im Jahr 1874 wurde die Landgemeinde Girrehlischken A dem neu gebildeten Amtsbezirk Baltruschelen im Kreis Pillkallen zugeordnet. Das A diente der Unterscheidung zur im selben Amtsbezirk gelegenen gleichnamigen Landgemeinde Girrehlischken, die mit B gekennzeichnet wurde. Auf diese Weise hatte man auch ein Unterscheidungsmerkmal zum ebenfalls im Kreis Pillkallen in der Nähe von Grumbkowkeiten gelegenen Gutsbezirk Girrehlischken. 1928 wurde die Landgemeinde Girrehlischken A mit dem Gutsbezirk Drozwalde zur neuen Landgemeinde Droszwalde zusammengefasst.
1945 kam das ehemalige Girrehlischken A in Folge das Zweiten Weltkrieges mit dem nördlichen Ostpreußen zur Sowjetunion. 1950 erhielt der Ort, nun wieder eigenständig, den russischen Namen Krasnoselskoje und wurde dem Dorfsowjet Tolstowski selski Sowet im Rajon Krasnosnamensk zugeordnet. Krasnoselskoje wurde in der Folge offenbar an Uslowoje angeschlossen. Der Ort wurde spätestens in den 1980er Jahren verlassen.

### Einwohnerentwicklung
| Jahr | Einwohner |
| ---- | --------- |
| 1867 | 39        |
| 1871 | 32        |
| 1885 | 30        |
| 1905 | 28        |
| 1910 | 52        |

## Kirche
Girrehlischken A gehörte zum evangelischen Kirchspiel Rautenberg.